# Halil Dervişoğlu
Halil İbrahim Dervişoğlu (sinh ngày 8 tháng 12 năm 1999) là một cầu thủ bóng đá chuyên nghiệp thi đấu ở vị trí tiền đạo cho câu lạc bộ Galatasaray tại Süper Lig. Sinh ra ở Hà Lan, anh đại diện cho đội tuyển quốc gia Thổ Nhĩ Kỳ .